# Helmer Persson (arkitekt)
Helmer Enok Julius Persson, född 25 oktober 1903 i Malmö, död 3 maj 1985 i Kivik, var en svensk arkitekt.
Persson, som var son till byggmästare Johannes August Mårtensson Persson och Johanna Nilsson, avlade studentexamen i Malmö 1923 och utexaminerades som arkitekt från Kungliga Tekniska högskolan 1929. Han avlade reservofficersexamen 1925, blev fänrik i Fortifikationens reserv 1928, underlöjtnant 1928, löjtnant 1930 och kapten i Väg- och vattenbyggnadskåren 1939. Han var anställd på arkitektkontor i New York 1929–1930, hos byggmästare J.A. Persson i Malmö 1930–1938 och bedrev egen verksamhet från 1938. Han var även lektor i byggnadsteknik och materiallära vid tekniska gymnasiet i Malmö 1963–1969. Helmer Persson är begravd på Vitaby kyrkogård.